# Shirly Pinto
Shirly Pinto (in ebraico שירלי פינטו‎?; Kiryat Bialik, 15 marzo 1989) è un'attivista e politica israeliana, membro della comunità sorda.

## Biografia

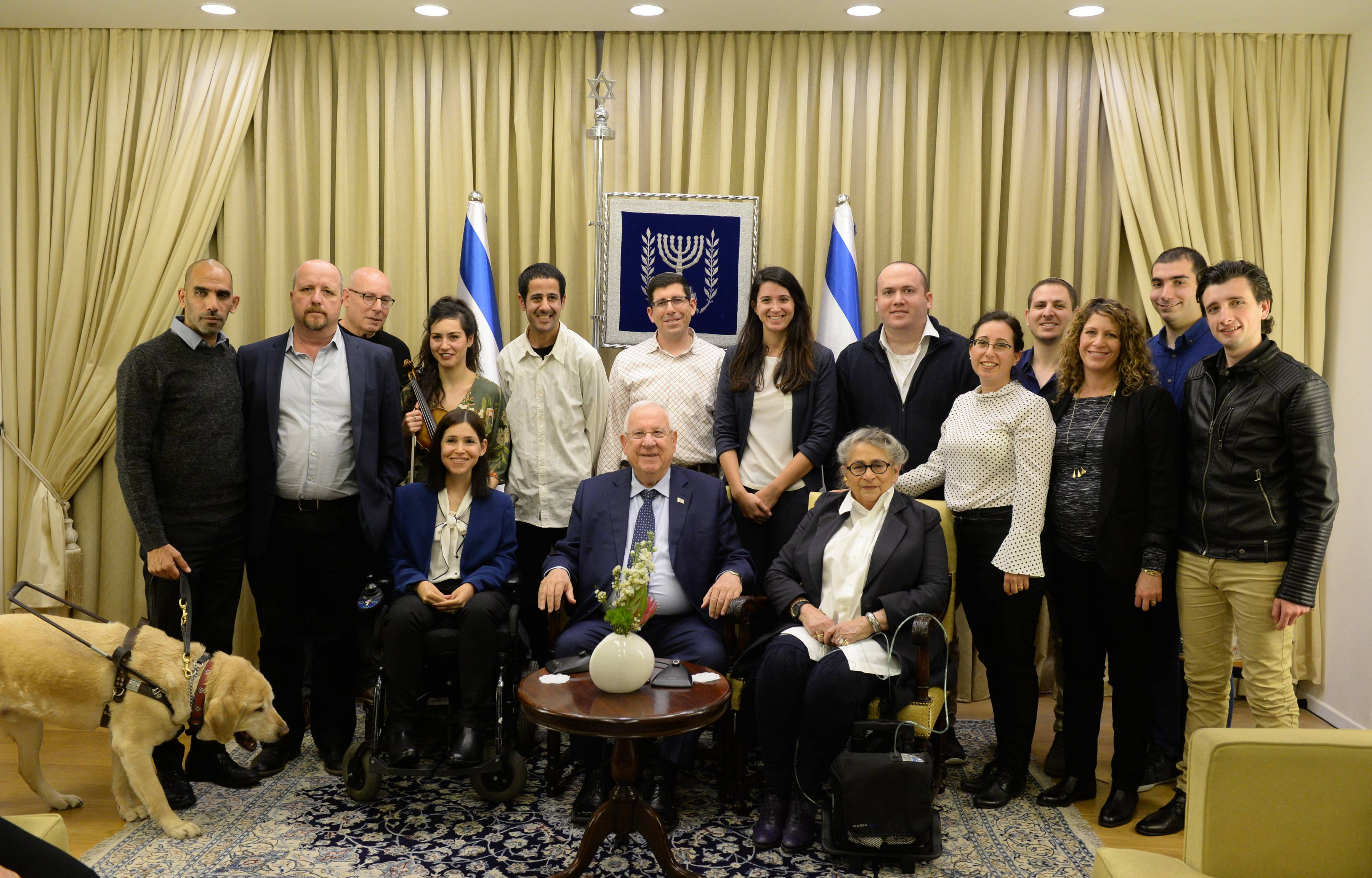
Un momento della riunione del Leadership and Disability nel 2018

Figlia di genitori sordi. La madre è sordocieca, membro del Nalaga'at (in ebraico נא לגעת‎?), l'organizzazione del teatro per i sordociechi d'Israele, dove gli spettacoli sono svolti in lingua dei segni israeliana.
Pinto ha frequentato la Carmel Zvulun Regional High School nel Kibbutz Yagur, decidendo di studiare grafica e scienze sociali. Ha conseguito un diploma di maturità completa.
Pinto ha vissuto la maggior parte della sua infanzia con i genitori di sua madre, così come con i suoi genitori firmatari. In questo modo ha acquisito una piena conoscenza di due lingue, la lingua dei segni israeliana accanto alla lingua ebraica, che le ha dato forza emotiva e autostima tra i due mondi. Fin dall'infanzia, ha visto la difficoltà e la mancanza di accessibilità linguistica nei suoi genitori, che hanno affrontato quotidianamente le autorità e il pubblico in generale. La vita di Pinto è stata anche una lotta quotidiana a causa della mancanza di consapevolezza nel pubblico. Quando è cresciuta, ha deciso di dedicare la sua vita a cambiare questa realtà di persone sorde e con problemi di udito.

## Carriera militare
All'età di 18 anni, pur essendo esentata dal servizio militare obbligatorio, Pinto si arruolò nelle Forze di Difesa Israeliane. Ha prestato servizio nel Corpo tecnico dell'aeronautica israeliana. Dopo il servizio iniziale di due anni, Pinto ha continuato come ufficiale di carriera e nel 2009 ha ricevuto una medaglia eccezionale dal comandante dell'Air Force e un riconoscimento dal presidente Shimon Peres per il suo servizio eccezionale. 
Nel 2011 Pinto si è iscritta a una facoltà di giurisprudenza presso il Netanya Academic College e ha partecipato al programma di eccellenza del college. Durante i suoi studi ha fatto parte di una delegazione dell'Organizzazione internazionale del lavoro presso le Nazioni Unite a Ginevra. Nel 2013 ha lavorato come paralegale per il giudice Benjamin Arnon presso il tribunale distrettuale centrale di Israele. Nel 2014 ha collaborato con il membro della Knesset Karin Elharar, occupandosi di legislazione, appelli pubblici e redigendo politiche per aiutare le persone con disabilità.
Dal 2016 Pinto è docente per gli studi di Interpretazione della Lingua dei Segni presso l'Università Bar-Ilan.
Nel 2017 Pinto ha lavorato presso lo studio legale di Furth, Wilensky, Mizrachi e Knaani. 
Parla fluentemente la lingua dei segni israeliana. Membro della The Israeli Center for Deaf Studies (in ebraico המרכז הישראלי ללימודי חירשות‎?).

## Carriera politica
Inizia ad appassionarsi della politica con il partito Nuova Destra (in ebraico ימין חדש‎?) nel 2019.
Candidata nel 2021 con Yamina (in ebraico ימינה‎?) e viene eletta come membro del parlamento per la prima volta; per la prima volta nella storia è eletta la prima deputata della comunità sorda per il Knesset. Il 12 luglio 2021 Pinto ha tenuto il suo primo discorso al plenum della Knesset.

## Vita privata
Pinto vive a Ramat Gan ed è sposata con Michael Kadosh, giocatore della nazionale israeliana di Futsal e impiegato come ingegnere nelle telecomunicazioni in Israele. Hanno un figlio.